# Diana Soh
Pour les articles homonymes, voir Soh.
Diana Soh est une compositrice singapourienne née en 1984.

## Biographie
Diana Soh naît le 25 août 1984 à Singapour,.
Elle commence l'apprentissage de la musique par le piano à l'âge de quatre ans, s'initiant ensuite à la danse et au chant. En 2007, elle sort diplômée de l'Université nationale de Singapour, puis part étudier aux États-Unis, à l'Université de Buffalo, auprès de David Felder,.     
À l'été 2009, Diana Soh participe à l'académie Voix nouvelles à Royaumont. Entre 2011 et 2013, elle suit un cursus de composition et nouvelles technologies à l'Ircam, où elle travaille avec Mauro Lanza,.     
En 2013, elle obtient un doctorat de théorie musicale et composition à l'Université de Buffalo.     
Comme compositrice, Diana Soh écrit en 2012 [p][k][t], pour piccolo et électronique avec traitement en temps réel, et l'année suivante Arboretum : of myths and trees, pour soprano, ensemble et électronique, début d'une collaboration fructueuse avec la soprano Élise Chauvin.     
Esthétiquement, « son travail se concentre sur l’exploration de l’interaction dans l’interprétation des œuvres et son écriture joue sur une opposition entre le calme et le mouvementé ».     
Mariée au compositeur David Hudry, Diana Soh vit et travaille en France.     

## Œuvres
Parmi ses compositions, figurent notamment : 
- Chairs[6], théâtre musical pour ensemble vocal, 2009[7] ;
- [Ro]ob[ta]ject[tions], pour quatuor à cordes, 2009[8] ;
- The boy who lived down the lane, opéra de chambre, 2011[9] ;
- [p][k][t][2], pour piccolo et électronique live, 2011-2012[10] ;
- Worshippers of the Machine, improvisation pour électronique et cinq danseurs, 2012[9] ;
- Arboretum : of myths and trees[2], pour soprano, ensemble et électronique, créé par l’ensemble Court-Circuit lors du festival ManiFeste à Paris, 2013[9],[11] ;
- If I were... , pour quintette à vent et électronique, créé par Le Concert impromptu au festival Extension à Ivry, 2013[9] ;
- O-Peh-Som, anthologie de pièces brèves chorales de style comptine, 2016[8] ;
- Shiru hito zo shiru, pour voix féminine de nô et percussion[12], 2015-2016[13] ;
- Autour de Moi 1 & 2, créé par l’ensemble Multilatérale, 2016[9] ;
- Anirukta, pour seize chanteurs, créé par le Helsinki Chamber Choir, 2016[9] ;
- Voyelles, pour chœur, d'après le poème éponyme de Rimbaud[8], 2017[14] ;
- A/Z[8], pour soprano, accordéon et deux percussions, créé par Élise Chauvin et le Trio K/D/M à Radio France, 2017[9],[15] ;
- All that we see(m)[12], pour deux pianos et deux percussions, 2017[16] ;
- Iota, pour ensemble instrumental, créé par le Klangforum Wien lors du festival Impuls à Graz en 2017[9] ;
- sssh[12], pour quatuor à cordes, 2018[17] ;
- The nature of things, pour huit chanteurs et électronique, créé par l’ensemble vocal Les Métaboles, 2018[9] ;
- A is for Aiya, pour soprano et orchestre, créé par Élise Chauvin et l'Orchestre symphonique de Singapour, 2018[9] ;
- Zylan ne chantera plus, monodrame pour un seul interprète sur un livret de Yann Verburgh, pour ténor, actrice silencieuse, guitare électrique, violoncelle et percussions, créé en 2021 à l'Opéra de Lyon[18].